# Norra Ejgde randlövskog
Norra Ejgde randlövskog är ett naturreservat i Tanums kommun i Västra Götalands län.
Området är naturskyddat sedan 2013 och är 0,5 hektar stort. Reservatet omfattar en östbrant av Bryggeberget. Reservatet består av en randlövskog med ett bestånd av äldre almar och hassel, som kan sägas vara representativ för dalgångar i lövskogsregionen.
Skaljordsunderlaget bidrar till den rika vegetationen, som även omfattar rönn, asp, olvon och liguster. Skalgruset och vegetationen gynnar även förekomsten av landlevande snäckor som smalgrynsnäcka och sidensnäcka. I fältskiktet förekommer nejlikrot, knylhavre, getrams, blåsippa, gullviva och trolldruva, och på den intilliggande ängen växer jättegröe.
År 2024 konstaterades att almsjuka sedan naturreservatets inrättande drabbat stora delar av almbeståndet, och beslut fattades att fälla eller kapa döda almar som riskerade att falla ned på förbipasserande väg.

## Galleri

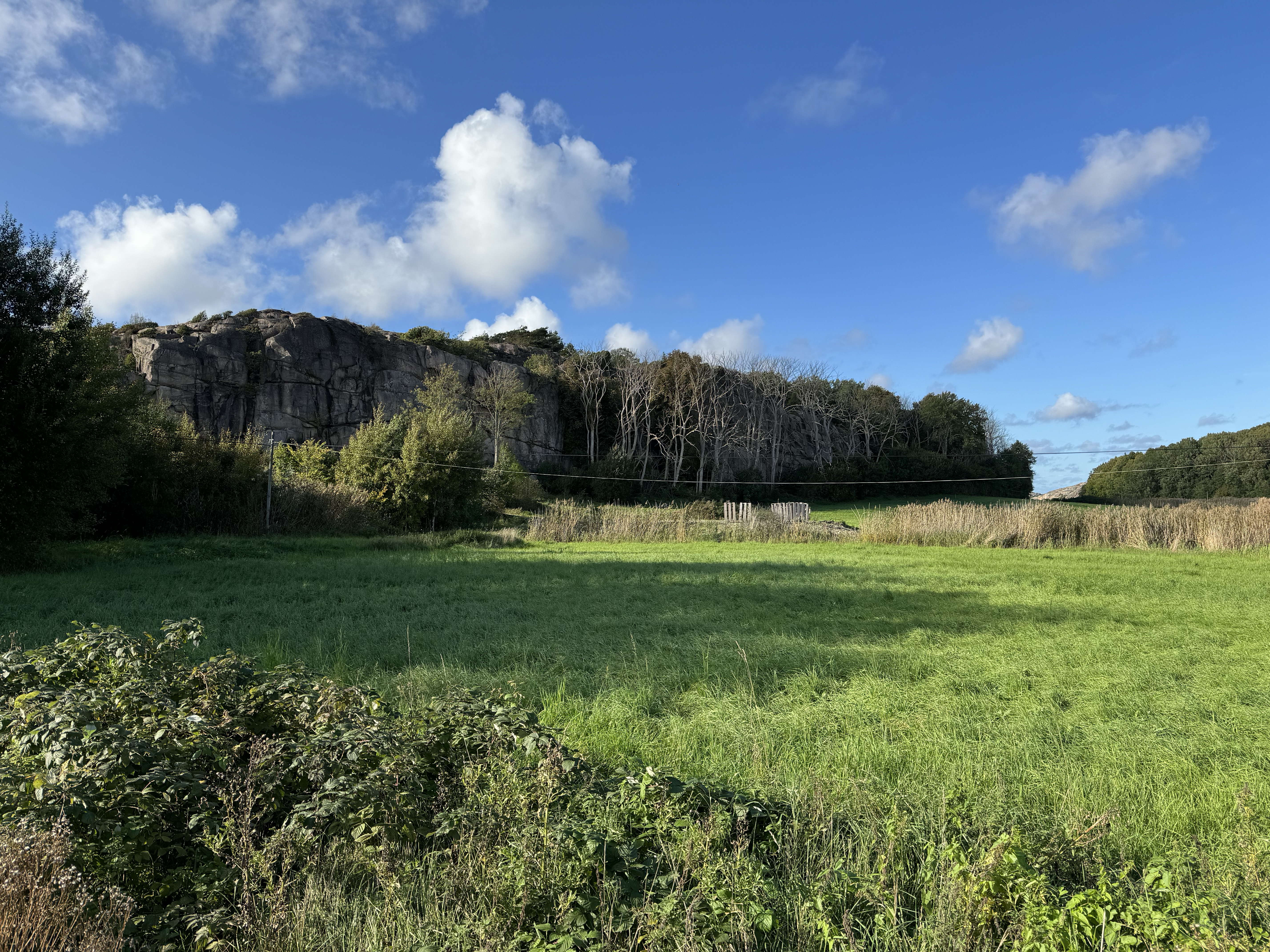
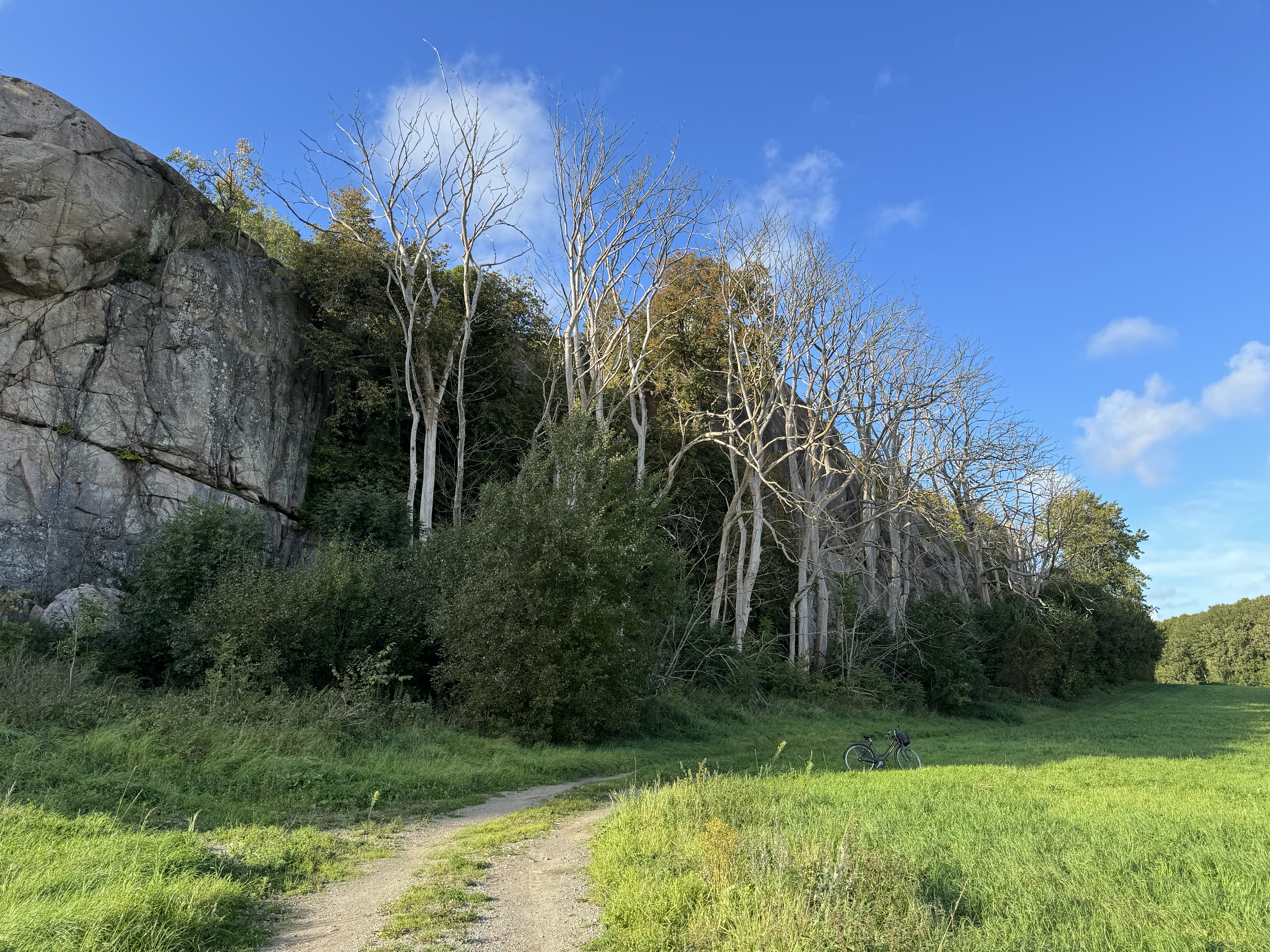
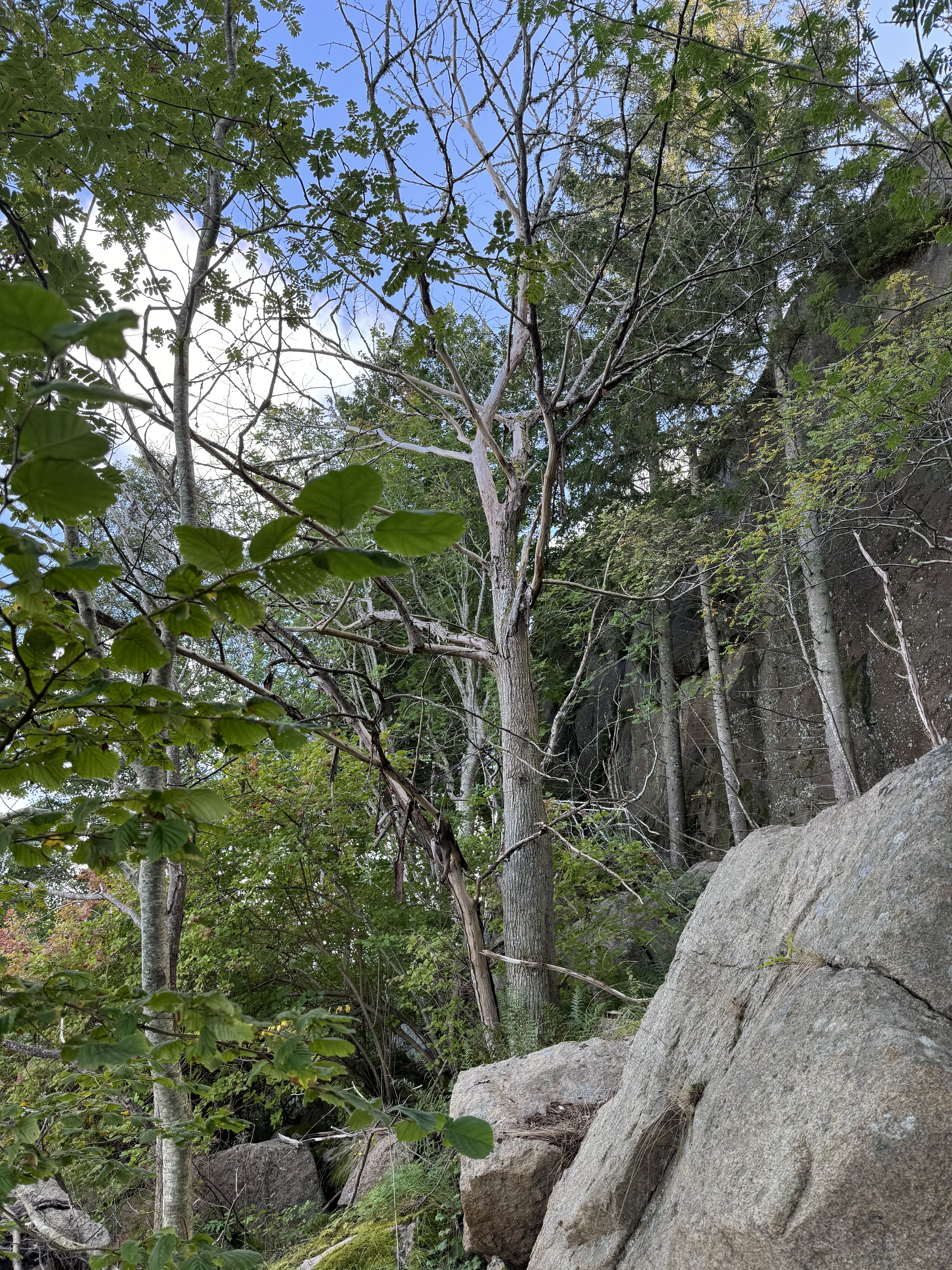